# Euphyia pipiata
Euphyia pipiata är en fjärilsart som beskrevs av Achille Guenée 1858. Euphyia pipiata ingår i släktet Euphyia och familjen mätare. Inga underarter finns listade i Catalogue of Life.